# Mário Campos
Pour le footballeur portugais, voir Mário Campos (football).
Mário Campos est une municipalité brésilienne de l'État du Minas Gerais et la microrégion de Belo Horizonte.